# Saint-Jean-le-Vieux, Isère
Saint-Jean-le-Vieux este o comună în departamentul Isère din sud-estul Franței. În 2009 avea o populație de 233 de locuitori.

## Evoluția populației
| An        | 1975 | 1982 | 1990 | 1999 | 2006 | 2009 |
| --------- | ---- | ---- | ---- | ---- | ---- | ---- |
| Populație | 99   | 149  | 173  | 203  | 210  | 233  |